# Nibal Thawabtehová
Nibal Thawabtehová, nepřechýleně Nibal Thawabteh (arabsky نبال ثوابتة ) je palestinská aktivistka za práva žen, který pracuje na Birzeit University, která je na Západním břehu Jordánu.

## Život
Nibal Thawabtehová byla první ženou, která byla zvolena do rady vesnice Beit Fajjar; v této funkci sloužila sedm let a pomohla získat místa v radě jiným ženám. V roce 2005 založila měsíčník „Al Hal“ (což znamená Situace), který se zabývá kontroverzními tématy včetně krvesmilstva, mnohoženství, vražd ze cti, nelegálních sňatků, lesbismu a strádání chudých. V roce 2008 byla šéfredaktorkou novin a přispívající spisovatelkou. Pro první číslo novin byla na obálce použita fotografie Aminy Abbasové, manželky Mahmúda Abbáse, což vyvolalo mnoho kontroverzí; podle Thawabtehové to bylo poprvé, co se fotografie Aminy Abbasové objevila na veřejnosti. Nibal Thawabtehová také přitáhla pozornost k sociálním problémům prostřednictvím psaní televizních scénářů na aktuální témata, včetně strádání negramotných žen, a psaním a produkcí dokumentárních filmů na další témata, včetně sebevražd mezi palestinskými ženami.
Nibal Thawabtehová v roce 2008 obdržela Mezinárodní cenu ženské odvahy.
V roce 2015 byla ředitelkou Centra pro rozvoj médií Birzeit University.